# 陳丕宏
陳丕宏（英語：PeHong Chen, 1957年—）臺灣裔美國企业家，是美国宏道資訊公司的创始人和董事长，宏道公司推出的电子商务解决方案第一次提出了“一对一”（One-to-One）的个性化营销理念。

## 生平
1957年出生在台湾。1976年就读台湾大学电机系。1981年就读印第安納大學，获计算机科学碩士。1988年获得柏克萊加州大學计算机科学博士學位。毕业后任好利获得研究中心项目经理。1989年，创立赢家科技公司（Gain Technology），1992年該公司被Sybase以一億美金并購。陈丕宏担任Sybase公司多媒体技术部副总裁。1993年，创立宏道資訊（Broad Vision），1996年宏道資訊在美国纳斯达克证券市场上市。2005年9月，陈丕宏出任新浪公司的董事。

## 荣誉
1999年，陈丕宏被美国《商业周刊》评为“全球电子商务领域最具影响力的25人”之一。